# Дреновце
Дреновце (алб. Drenoci) је насеље у општини Косовска Каменица на Косову и Метохији. По законима самопроглашене Републике Косово насеље се налази у саставу општине Ранилуг. Атар насеља се налази на територији катастарске општине Дреновце површине 420 ha.

## Демографија
Насеље има српску етничку већину.
Број становника на пописима:
- попис становништва 1948. године: 397
- попис становништва 1953. године: 414
- попис становништва 1961. године: 443
- попис становништва 1971. године: 409
- попис становништва 1981. године: 393
- попис становништва 1991. године: 361